# The Hill (film)
The Hill är en amerikansk biografisk sport- och dramafilm som hade premiär i USA den 25 augusti 2023. Filmen är regisserad av Jeff Celentano. Filmens manus har skrivits av Angelo Pizzo, Scott Marshall Smith och Bill Chaffin.

## Handling
Filmen kretsar kring Rickey Hill som växer upp i en fattig småstad i Texas. Han visar sig ha talang för att slå en baseboll. Detta trots att han bär på benskenor på grund av en ryggradssjukdom. Rickey förbjuds av sin far från att spela baseboll för att istället få honom att bli predikant.

## Rollista (i urval)
- Colin Ford - Rickey Hill
- Dennis Quaid - Pastor James Hill
- Joelle Carter - Hellen Hill
- Scott Glenn - Red Murff
- Bonnie Bedelia - Gram (mormor)
- Siena Bjornerud - Gracie, Rickeys flickvän
- Randy Houser - Ray Clemons
- Jesse Berry - Rickey Hill som ung
- John Smoltz - sig själv som expertkommentator